# Thrypticus insulanus
Thrypticus insulanus är en tvåvingeart som beskrevs av Van Duzee 1933. Thrypticus insulanus ingår i släktet Thrypticus och familjen styltflugor. Inga underarter finns listade i Catalogue of Life.